# Albert Torres Barceló
Albert Torres Barceló (Ciudadela, 26 de abril de 1990) es un deportista español que compite en ciclismo en las modalidades de pista, especialista en las pruebas de madison y ómnium, y ruta. Es el campeón mundial del año 2014 en la prueba de madison (junto con David Muntaner), y cinco veces campeón europeo (en los años 2015, 2016, 2017 y 2020).
Ganó siete medallas en el Campeonato Mundial de Ciclismo en Pista entre los años 2013 y 2023, y siete medallas en el Campeonato Europeo de Ciclismo en Pista entre los años 2013 y 2023.
Participó en tres Juegos Olímpicos de Verano, en Londres 2012 ocupó el sexto lugar en la prueba de persecución por equipos (junto con Eloy Teruel, Sebastián Mora y David Muntaner), en Tokio 2020 fue sexto en madison (con Sebastián Mora) y décimo en ómnium y en París quedó cuarto en ómnium y octavo en madison (con Sebastián Mora).

## Trayectoria deportiva
En 2010, con tan solo 20 años, venció en el Campeonato de España en Ruta sub-23. En la temporada 2011 logró el bronce en el Campeonato Mundial de Pista Sub-23 en la prueba de persecución individual. Sin abandonar el ciclismo en pista, compitió en ruta obteniendo buenas actuaciones en la Vuelta a Álava y la Vuelta a Navarra. Esto le valió para que el equipo profesional Geox-TMC lo contratara como stagiaire a principios de agosto. En 2012 vuelve a competir como stagiaire, esta vez con el equipo Androni Giocattoli-Venezuela. En 2020 ingresa en las filas del equipo Movistar.
En el Mundial de 2013 obtuvo la medalla de plata en la prueba de madison (junto con David Muntaner). En 2014 se coronó campeón mundial en la prueba de madison junto con Muntaner. En el Campeonato Europeo ganó la medalla de oro en cinco ocasiones, entre los años 2015 y 2020. En el Mundial de 2023 ganó la medalla de plata en la carrera por puntos.

## Medallero internacional
| Campeonato Mundial | Campeonato Mundial       | Campeonato Mundial | Campeonato Mundial |
| Año                | Lugar                    | Medalla            | Competición        |
| ------------------ | ------------------------ | ------------------ | ------------------ |
| 2013               | Minsk (Bielorrusia)      | Medalla de plata   | Madison            |
| 2014               | Cali (Colombia)          | Medalla de oro     | Madison            |
| 2015               | Saint-Quentin (Francia)  | Medalla de plata   | Scratch            |
| 2016               | Londres (Reino Unido)    | Medalla de bronce  | Madison            |
| 2017               | Hong Kong (China)        | Medalla de bronce  | Ómnium             |
| 2018               | Apeldoorn (Países Bajos) | Medalla de plata   | Madison            |
| 2023               | Glasgow (Reino Unido)    | Medalla de plata   | Puntuación         |
| Campeonato Europeo |                          |                    |                    |
| Año                | Lugar                    | Medalla            | Competición        |
| 2013               | Apeldoorn (Países Bajos) | Medalla de plata   | Madison            |
| 2015               | Grenchen (Suiza)         | Medalla de oro     | Madison            |
| 2016               | Saint-Quentin (Francia)  | Medalla de oro     | Madison            |
| 2016               | Saint-Quentin (Francia)  | Medalla de oro     | Ómnium             |
| 2017               | Berlín (Alemania)        | Medalla de oro     | Ómnium             |
| 2020               | Plovdiv (Bulgaria)       | Medalla de oro     | Madison            |
| 2023               | Grenchen (Suiza)         | Medalla de plata   | Puntuación         |

## Palmarés

### Ruta
2010
- 3.º en el Campeonato de España de Contrarreloj sub-23
- Campeonato de España de Ruta sub-23

2012
- 2.º en el Campeonato de España Contrarreloj sub-23

2017
- 1 etapa de la Vuelta Independencia Nacional

### Pista
2010
- Campeonato de España de Puntuación
- Campeonato de España Madison (haciendo pareja con David Muntaner)

2011
- General de la Copa del Mundo de pista en Persecución por Equipos
- Campeonato de España de Puntuación sub-23
- Campeonato de España Persecución por Equipos (haciendo equipo con David Muntaner, Juan Alberto Muntaner y Vicente Pastor)
- Campeonato de España Madison (haciendo pareja con David Muntaner)
- 2.º en la Copa del Mundo de Peking en Persecución por Equipos
- 3.º en el Campeonato de Europa de Persecución Individual sub-23
- 3.º en el Campeonato de España de Persecución Individual

2012
- Copa del Mundo de Londres en Puntuación
- Campeonato de España de Puntuación
- Campeonato de España Persecución por Equipos (haciendo equipo con David Muntaner, Juan Alberto Muntaner y Francisco Martí)
- Campeonato de España Madison (haciendo pareja con David Muntaner)
- 2.º en la Copa del Mundo de Pekín en Scracht
- 2.º en el Campeonato de Europa de Persecución Individual sub-23
- 3.º en la Copa del Mundo de Peking en Madison (haciendo pareja con David Muntaner)
- 3.º en el Campeonato Europeo Madison sub-23 (haciendo pareja con Julio Alberto Amores)

2013
- Campeonato de España Persecución por Equipos (haciendo equipo con David Muntaner, Juan Alberto Muntaner y Vicente Pastor)
- Campeonato de España Madison (haciendo pareja con David Muntaner)
- Campeonato de España Scratch
- 2.º en el Campeonato de Europa en Madison  (con David Muntaner)
- 2.º en el Campeonato del Mundo en Madison  (con David Muntaner)

2014
- Campeonato del Mundo la modalidad de la americana   (con David Muntaner)
- Copa del Mundo de Aguascalientes (México) en Madison (con David Muntaner)
- Campeonato de España de Puntuación
- 2.º en el Campeonato de España de Persecución
- Campeonato de España Persecución por Equipos (haciendo equipo con Marc Buades, Juan Alberto Muntaner y Vicente Pastor)
- 3.º en el Campeonato de España en Madison (con Marc Buades)

2015
- 2.º en el Campeonato del Mundo en scratch
- Campeonato de España ciclismo en pista modalidad de Puntuación
- Campeonato de España ciclismo en pista modalidad Persecución por equipos
- 2.º en el Campeonato de España ciclismo en pista modalidad Madison (con David Muntaner)
- 2.º en el Campeonato de España ciclismo en pista modalidad Scratch
- Campeonato de Europa en Madison   (con Sebastián Mora)
- 2.º en la Copa del Mundo de Cali (Colombia) en Madison (con Sebastián Mora)

2016
- 3.º en el Campeonato Mundial de Madison 50 km  (con Sebastián Mora)
- Campeonato de España Ciclismo en Pista en Persecución
- 3.º en el Campeonato de España Ciclismo en Pista en Puntuación
- Campeonato de España ciclismo en pista modalidad Persecución por equipos
- Campeonato de España Madison (haciendo pareja con Xavier Cañellas)
- Campeonato de España Ciclismo en Pista en Scratch
- Campeonato de Europa en Omnium
- Campeonato de Europa en Madison   (con Sebastián Mora)

2017
- 3.º en el Campeonato Mundial de Omnium
- Campeonato de Europa en Omnium
- Campeonato de España Ciclismo en Pista en Persecución
- Campeonato de España Ciclismo en Pista en Puntuación
- Campeonato de España ciclismo en pista modalidad Persecución por equipos
- Campeonato de España Madison (haciendo pareja con Xavier Cañellas)
- Campeonato de España Ciclismo en Pista en Scratch

2018
- 2.º en el Campeonato Mundial de Madison  (con Sebastián Mora)
- Campeonato de España Ciclismo en Pista en Scratch
- Campeonato de España ciclismo en pista modalidad Persecución por equipos

2019
- Campeonato de España Ciclismo en Pista en Omnium

2020
- Campeonato de Europa en Madison   (con Sebastián Mora)

2023
- 2.º en el Campeonato de Europa en Puntuación
- 2.º en el Campeonato Mundial en Puntuación

## Resultados en Grandes Vueltas
| Carrera | Carrera         | 2020  | 2021  | 2022  | 2023  | 2024 | 2025  |
| ------- | --------------- | ----- | ----- | ----- | ----- | ---- | ----- |
|         | Giro de Italia  | 106.º | 138.º | —     | 122.º | 68.º | 127.º |
|         | Tour de Francia | —     | —     | 133.º | —     | —    | —     |
|         | Vuelta a España | —     | —     | —     | —     | —    | —     |

| —: No participó | Ab: Abandono |

## Equipos
- Geox-TMC (2011)
- Androni Giocattoli-Venezuela (2012)
- Team United Performance Felt (2013)
- Team Ecuador (2014-2016)
- Team Raleigh-GAC (2016)
- Inteja Dominican Cycling Team (2017-2018)
- Movistar Team (2020-)

Fuente: procyclingstats.com.